# Сезон любви
«Сезон любви» (хинди कभी हाँ कभी ना, Kabhi Haan Kabhi Naa) — индийская романтическая комедия, снятая режиссёром Кунданом Шахом и вышедшая в прокат 25 февраля 1994 года. Главные роли исполнили Шахрух Хан, Сучитра Кришнамурти и Дипак Тиджори. Один из редких фильмов Болливуда, в котором главный герой проигрывает в любви. Считается, что это одна из лучших работ Хана. Сам Шахрух говорит, что «Сезон любви» его любимый фильм.
Кассовые сборы составили 3,5 крор, и картине был присвоен статус хит. Фильм был награждён Filmfare Award за лучший фильм по мнению критиков. В 1997 году был снят ремейк на языке телугу под названием Swapnalokam с Джагапатхи Бабу в главной роли.

## Сюжет
Все любят Сунила, кроме его собственного отца Винаяка. Сунил со своими друзьями организовывает группу. После многих лет возвращается Анна, его подруга детства. Она также вступает в группу. Все этому рады, особенно Сунил, тайно в неё влюблённый. Единственный человек, который об этом знает — его сестра. После прихода Анны ребята начинают много работать, чтобы добиться больших успехов. Крис, лучший друг Сунила и один из участников группы, — полная противоположность своего приятеля. Он прилежный человек из богатой семьи.
Отец Анны решает выдать её замуж за Криса. Теперь Сунил хочет измениться ради любимой. Но вскоре он узнает, что она тоже любит Криса. Его сердце разбито. Ревнивый Сунил делает всё, чтобы их поссорить. Узнав правду Анна даёт ему пощёчину и уходит. Через некоторое время пара прощает его, они даже не подозревают почему он так поступил. Судьба даёт Сунилу второй шанс, когда родители Криса отказываются от брака сына с Анной из-за её положения в обществе. Крису приходится оставить несчастную девушку.
Сунил утешает Анну. Удача снова ему улыбается, когда её отец решает выдать свою дочь за него. Сунил счастлив пока не узнаёт, Анна по-прежнему любит Криса. Он решает воссоединить бывших возлюбленных. Семья Криса тоже осознаёт свою ошибку. Объявлена свадьба влюблённых. На церемонии во время обмена кольцами кольцо Криса выскальзывает из его рук. Все начинают искать его. Сунил видит кольцо, но делает вид, что ничего не заметил. В конце концов, Крис находит его, и они с Анной женятся.
После свадьбы Сунил собирает вещи и уходит из отцовского дома, чтобы найти свою судьбу. Винаяк, узнав всю историю, мирится с сыном и говорит, что гордится быть его отцом. Гуляя при лунном свете, Сунил встречает незнакомую девушку. Это намёк на то, что она и есть его судьба...

## В ролях
- Шахрух Хан — Сунил
- Сучитра Кришнамурти — Анна
- Дипак Тиджори — Крис
- Насируддин Шах — отец Браганза
- Ашутош Говарикер — Имран
- Рита Бхадури — Мэри Гонсалвес
- Рави Басвани[англ.] — Альберт Гонсалвес
- Куруш Дебу — Йезди
- Адитья Лакхия — Тони
- Сатиш Шах — Саймон, отец Анны
- Анджан Шривастав — Винаяк, отец Сунила
- Садья Сиддики — Никки, сестра Сунила
- Аджит Вачани — Чарльз, отец Криса
- Анита Канвал — мать Криса
- Гога Капур — дон Энтони Гомес
- Вирендра Саксена — Васко, правая рука Энтони
- Тику Талсания — Патель, владелец бара
- Джухи Чавла — девушка в лунном свете

## Саундтрек
| №  | Название                   | Исполнители                             | Длительность |
| -- | -------------------------- | --------------------------------------- | ------------ |
| 1. | «Ae Kaash Ke Hum»          | Кумар Сану                              | 5:10         |
| 2. | «Aana Mere Pyar Ko Na Tum» | Кумар Сану, Алка Ягник                  | 3:59         |
| 3. | «Deewana Dil Deewana»      | Удит Нараян, Амит Кумар                 | 7:37         |
| 4. | «Woh To Hai Albela»        | Кумар Сану, Деваки Пандит               | 5:09         |
| 5. | «Sachi Yeh Kahani Hai»     | Амит Кумар, Удит Нараян, Виджет Пандит  | 6:30         |
| 6. | «Kyon Na Hum Milke Pyar»   | Амит Кумар, Удит Нараян, Виджета Пандит | 4:21         |

## Награды
- 1994 — Filmfare Award за лучший фильм по мнению критиков
- 1994 — Filmfare Award за лучшую мужскую роль по мнению критиков — Шахрух Хан[3]
- 1995 — номинация Filmfare Award за лучшую мужскую роль — Шахрух Хан